# 1920 en journalisme
Cet article présente les faits marquants de l'année 1920 en journalisme.

## Naissances

### Janvier
- 3 janvier : Jacques Navadic, journaliste français († 2 août 2015).
- 4 janvier : Massimo Rendina, partisan et journaliste italien († 8 février 2015).
- 31 janvier : Benoîte Groult, journaliste, romancière et militante féministe française († 20 juin 2016).

### Février
- 26 février : Lucjan Wolanowski, journaliste, écrivain et voyageur polonais († 20 février 2006).

### Mars
- 1er mars : Claire Richet, journaliste française († 27 novembre 2016).
- 8 mars : Michel Moine, journaliste, écrivain, occultiste français († 15 janvier 2001).

### Juillet
- 12 juillet : Pierre Berton, écrivain, journaliste et animateur de télévision canadien († 30 novembre 2004).
- 21 juillet : Jean Daniel, écrivain et journaliste français († 19 février 2020).

### Août
- 20 août : François de La Grange, journaliste français († 3 mars 1976).

### Septembre
- 3 septembre : Marguerite Higgins, journaliste, correspondante de guerre américain, première femme à avoir obtenu le prix Pulitzer en 1951 († 3 janvier 1966).

### Octobre
- 20 octobre : Jacques Sallebert, journaliste français († 27 novembre 2000).